# Campanula goulimyi
Campanula goulimyi là loài thực vật có hoa trong họ Hoa chuông. Loài này được Turrill mô tả khoa học đầu tiên năm 1955.